# 진 캐롤

진 캐럴(Jean Carol)은 미국의 배우이다.

## 출연 작품
- 워킹 클래스 (2011년)
- 다크 미러 (2007년)
- 페이백 (1990년)

### 텔레비전
- 가이딩 라이트 (1988-95, 2003, 2006)